# Kap Kamenjak

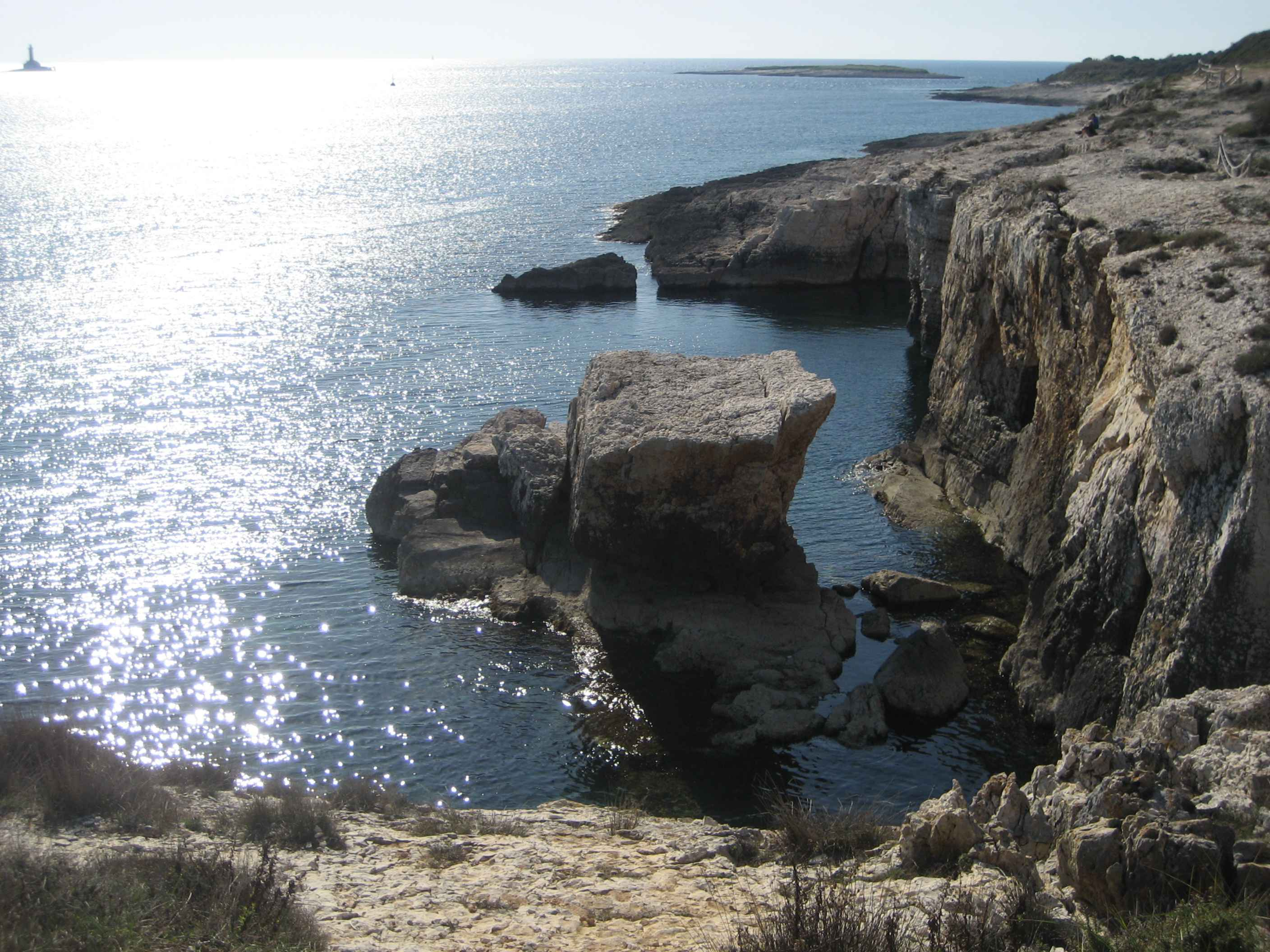
Küste am Kap Kamenjak

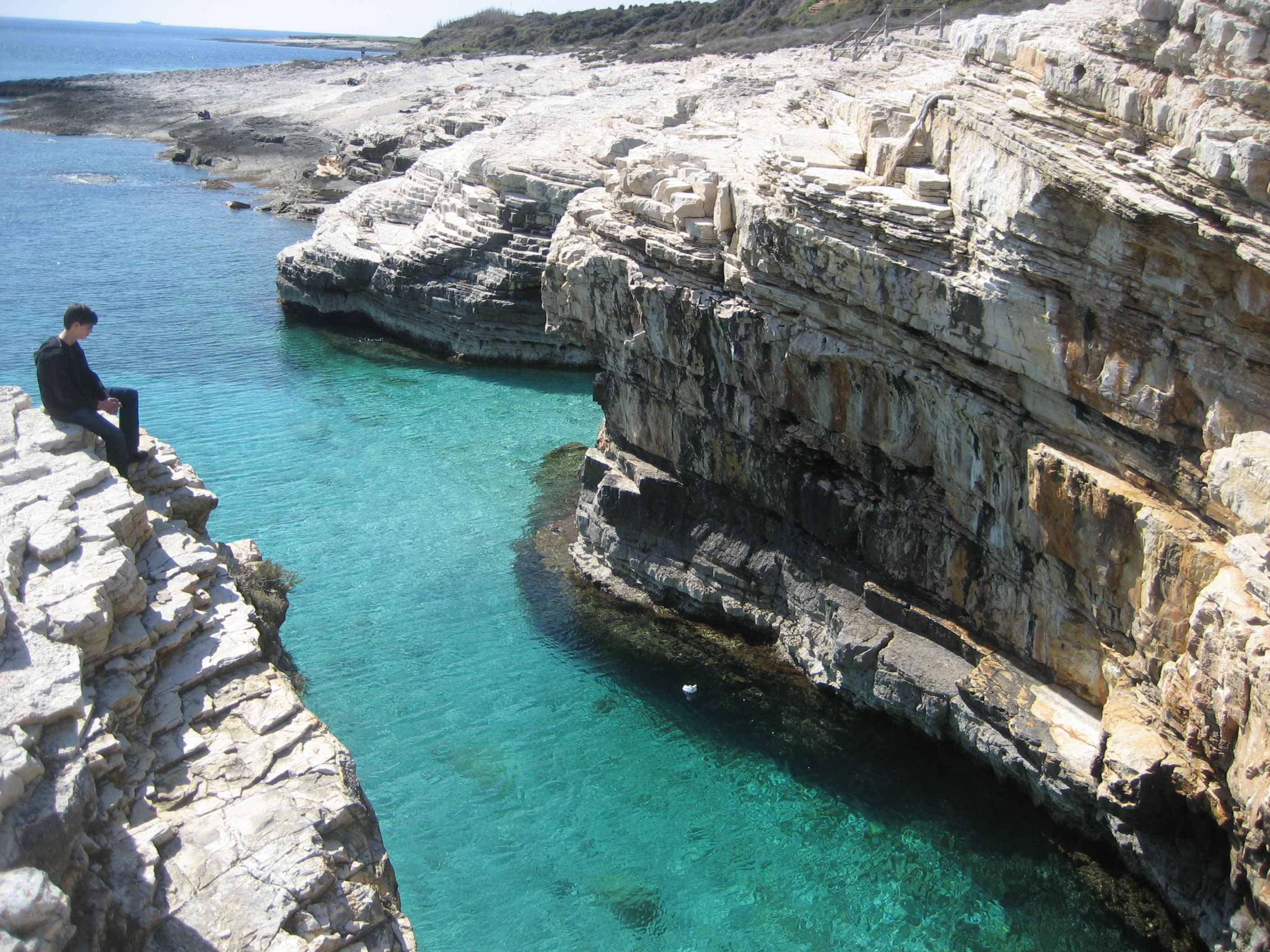
Küste am Kap Kamenjak

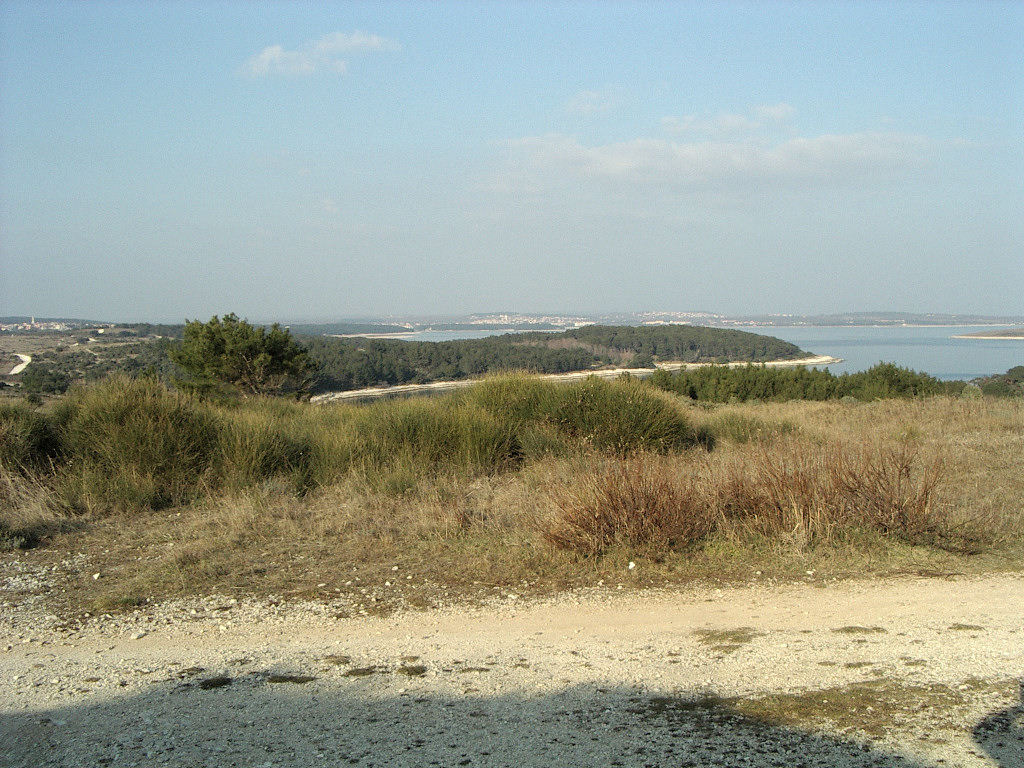
Landschaft am Kap Kamenjak

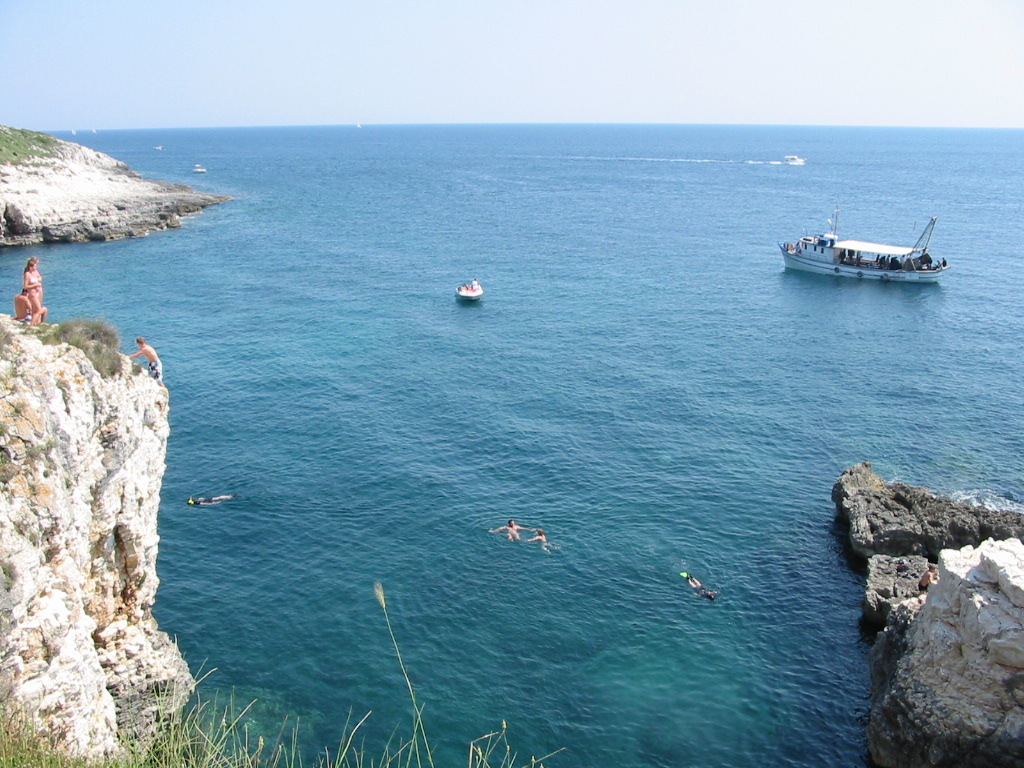
Küste des Kap Kamenjak

Das Kap Kamenjak (auch Rt Kamenjak oder Donji Kamenjak) ist die südliche Spitze der Halbinsel Istrien. Es steht als geschützte Naturlandschaft unter gesetzlichem Schutz und ist als Javna ustanova (Öffentliche Einrichtung) eingestuft.
Auf dem Kap, noch vor der Zufahrt zum ehemaligen Naturpark, ist das Fischerdorf Premantura zu finden.

## Flora und Fauna
Auf Kap Kamenjak hat sich eine einzigartige Flora und Fauna erhalten. Im Speziellen beherbergt die Halbinsel über 550 verschiedene Pflanzenarten, wobei fünf davon auf Kap Kamenjak ihren einzigen Lebensraum in Kroatien haben. Eine besondere botanische Attraktion stellen auch die zahlreichen Orchideen-Arten dar. Mehr als 23 verschiedene geschützte Arten können auf Kamenjak vorgefunden werden. Das Kap steht auch menschlicher Nutzung zur Verfügung: Viehhaltung, Olivenanbau und Strandbetrieb. Bezüglich des Schutzstatus kann es mit dem im deutschen Sprachraum bekannten Landschaftsschutzgebiet verglichen werden.
Durch die Abwanderung vieler Bauern kam es zur Verbuschung von ungenutzten Flächen. Damit drohte die Verdrängung von seltenen Orchideenarten. Um Weideflächen zu erhalten, wird die Weidewirtschaft mittlerweile von der Regionalverwaltung Kamenjak gefördert. Die Viehweiden bieten eine hohe Artenvielfalt. In der Nähe der Bucht Polje kann man einen traditionellen Bauernhof besichtigen, wo noch autochthone istrische Rinder in Weidewirtschaft gehalten werden.

## Zufahrt
Einige Zufahrten, auch zu Buchten innerhalb des Kaps, sind seit einigen Jahren für Autos gesperrt. Ein Teil dieses Sperrgebiets wurde im Sommer 2004 von einem Buschbrand heimgesucht und teilweise zerstört. Die nicht gesperrten Zufahrten sind gegen eine Gebühr befahrbar.

## Freizeitaktivitäten
Sportlern stehen viele Möglichkeiten zur Verfügung: So kann nahezu die gesamte Halbinsel auf einem Pfad entlang der Küste umwandert werden. Auch für Radfahrer oder Jogger eignet sich das leicht hügelige Gelände ideal. Die vielen Buchten sind beliebte Badegebiete und von den teils steilen Felsufern ist Klippenspringen möglich.
Die Sprunghöhe von den Klippen beträgt 3 bis 13 Meter. Oft kolportierte Sprunghöhen von bis zu 20 Metern sind am Kap Kamenjak nicht zu finden. Zudem wird die Region oft von Kletterern für Deep Water Soloing verwendet, wegen der einzigartig geeigneten Klippen und Höhlen.

## Bilder

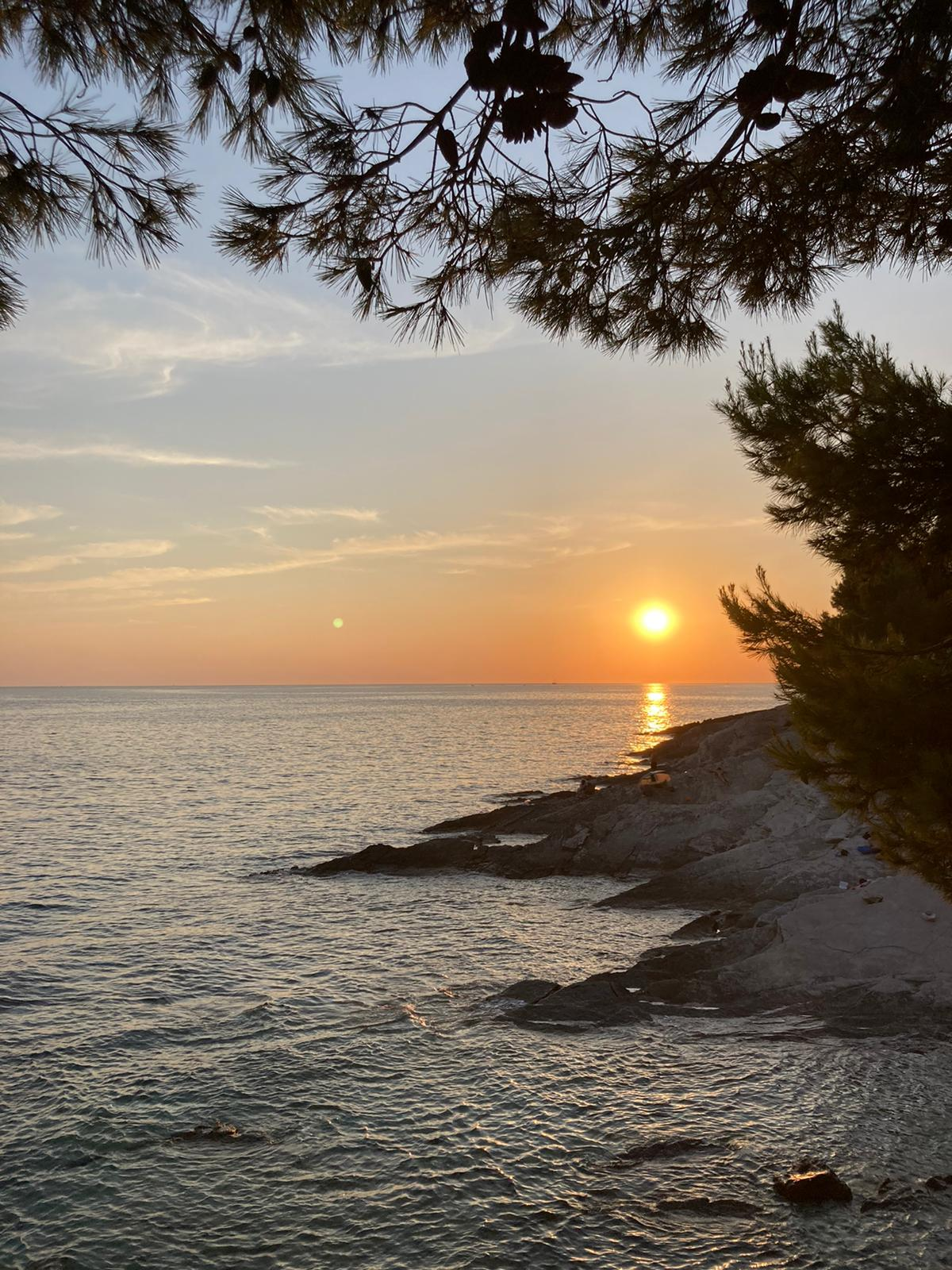
Sonnenuntergang an der Küste von Kamenjak